# 21 юли
21 юли е 202-рият ден в годината според григорианския календар (203-ти през високосна). Остават 163 дни до края на годината.

## Събития
- 356 г. пр.н.е. – Храмът на Артемида в Ефес – едно от седемте чудеса на света – е разрушен от палеж.
- 1718 г. – Подписан е Пожаревският договор между Османската империя, Австрия и Венецианската република.
- 1774 г. – Руско-турска война (1768-1774): Русия и Османската империя подписват Кючуккайнарджийския договор, с който се слага край на войната.
- 1831 г. – Състои се коронацията на първия крал на Белгия – Леополд I.
- 1921 г. – В Царство България е въведено задължително и безплатно образование до 7-и клас.
- 1931 г. – Ню Йоркския телевизионен канал CBS започва да излъчва за първи път в света ежедневни телевизионни емисии.
- 1940 г. – Втора световна война: СССР окупира трите прибалтийски държави – Литва, Латвия и Естония и ги обявява за социалистически републики в състава на СССР.
- 1944 г. – Втората световна война: Клаус фон Щауфенберг и верните му съмишленици са екзекутирани в Берлин, Германия, за Заговора от 20 юли против Адолф Хитлер.
- 1951 г. – Самолетът при полет 3505 на „Кънейдиън Пасифик Еър Лайнс“ изчезва по време на полет от Ванкувър за Токио. Самолетът и 37-те пътници никога не са открити.
- 1954 г. – Първа индокитайкса война: На Женевската конференция Виетнам е разделен на две – Северен Виетнам и Южен Виетнам.
- 1963 г. – Конклавът на кардиналите избира за папа Павел VI.
- 1969 г. – Американецът Нийл Армстронг е първият човек, който стъпва на Луната.
- 1970 г. – След 11-годишно строителство е завършена Асуанската язовирна стена в Египет.
- 1973 г. – Франция започва серия от ядрени опити на атола Муруроа.
- 1977 г. – Започва 4-дневната Либийско-египетска война.
- 1983 г. – На станцията Восток в Антарктида е отчетен световен рекорд за най-ниска температура на въздуха (-89,2 °C).
- 1999 г. – В Ингушетия е възстановено ислямското право на многоженство за мъжете – до 4 съпруги.
- 2007 г. – Излиза седмата и последна книга от поредицата за магьосника Хари Потър – Хари Потър и Даровете на Смъртта.
- 2011 г. – Приключва космическата програма на НАСА Космическа совалка с приземяването на космическата совалка Атлантис.

## Родени
- 356 пр.н.е. г. – Александър Македонски, владетел на Древна Македония († 323 г. пр.н.е. г.)
- 1414 г. – Сикст IV, римски папа († 1484 г.)
- 1789 г. – Васил Априлов, български просветен деец и книжовник († 1847 г.)
- 1848 г. – Йоханес Фолкелт, германски философ († 1930 г.)
- 1854 г. – Алберт Еделфелт, финландски художник († 1905 г.)
- 1857 г. – Божил Райнов, български просветен деец († 1946 г.)
- 1860 г. – Алфред Хейлс, австралийски писател († 1936 г.)
- 1868 г. – Константинос I, крал на Гърция († 1923 г.)
- 1893 г. – Никола Петков, български общественик, политик († 1947 г.)
- 1893 г. – Ханс Фалада, германски писател († 1947 г.)
- 1897 г. – Василий Соколовски, съветски маршал († 1968 г.)
- 1899 г. – Ърнест Хемингуей, американски писател, Нобелов лауреат през 1954 г. († 1961 г.)
- 1915 г. – Антон Павлов, съветски офицер († 1944 г.)
- 1926 г. – Норман Джуисън, канадски филмов режисьор († 2024 г.)
- 1928 г. – Мария Русалиева, българска актриса († 2015 г.)
- 1929 г. – Васил Гоцев, български юрист и политик († 2018 г.)
- 1935 г. – Владилен Попов, български шахматист и журналист († 2007 г.)
- 1944 г. – Тони Скот, британски режисьор († 2012 г.)
- 1949 г. – Анри Кулев, български карикатурист и режисьор
- 1951 г. – Робин Уилямс, американски актьор и комик († 2014 г.)
- 1958 г. – Димитър Дончев, български шахматист
- 1960 г. – Радосвет Радев, български журналист и бизнесмен († 2021 г.)
- 1961 г. – Михаел Кумпфмюлер, немски писател
- 1963 г. – Красимир Георгиев, български бизнесмен и футболен деец
- 1969 г. – Стоян Радев, български актьор
- 1977 г. – Сара Биазини, френска актриса
- 1978 г. – Владимир Ампов, български поп изпълнител
- 1978 г. – Деймиън Марли, ямайски музикант
- 1978 г. – Джош Хартнет, американски актьор
- 1979 г. – Андрий Воронин, украински футболист
- 1986 г. – Лорена Санчес, американска порно актриса
- 1989 г. – Преслав Йорданов, български футболист

## Починали
- 1425 г. – Мануил II Палеолог, византийски император (* 1350 г.)
- 1796 г. – Робърт Бърнс, шотландски поет (* 1759 г.)
- 1848 г. – Христаки Павлович, български учител (* 1804 г.)
- 1867 г. – Иван Селимински, български лекар (* 1799 г.)
- 1901 г. – Иван Гагалев, български революционер (* ? г.)
- 1921 г. – Вела Благоева, българска социалистка (* 1858 г.)
- 1936 г. – Георг Михаелис, канцлер на Германия (* 1857 г.)
- 1944 г. – Клаус фон Щауфенберг, германски офицер и организатор на Заговора от 20 юли срещу Адолф Хитлер (* 1907)
- 1945 г. – Жеко Спиридонов, български скулптор (* 1867 г.)
- 1948 г. – Аршил Горки, американски художник с арменски произход (* 1904 г.)
- 1961 г. – Николай Николаев, български политик (* 1887 г.)
- 1967 г. – Албърт Лутули, южноафрикански общественик, Нобелов лауреат през 1960 г. (* 1898 г.)
- 1979 г. – Васил Чертовенски, български писател (* 1910 г.)
- 1981 г. – Людмила Живкова, български политик (* 1942 г.)
- 1983 г. – Иван Фунев, български скулптор (* 1900 г.)
- 1985 г. – Алва Беси, американски писател (* 1904 г.)
- 1985 г. – Зоран Радмилович, сръбски актьор (* 1933 г.)
- 1992 г. – Петър Танчев, български политик (* 1920 г.)
- 1993 г. – Боян Илчев, български дисководещ (* 1966 г.)
- 1998 г. – Алън Шепърд, американски астронавт (* 1923 г.)
- 1998 г. – Живко Гарванов, български актьор (* 1934 г.)
- 2003 г. – Боян Мошелов, български волейболист (* 1928 г.)
- 2004 г. – Джери Голдсмит, американски композитор (* 1929 г.)
- 2004 г. – Радой Ралин, български поет (* 1923 г.)
- 2006 г. – Джесика Мадисън, американска актриса (* 1984 г.)
- 2021 г. – Владимир Живков, български политик (* 1952 г.)
- 2023 г. – Тони Бенет, американски певец (* 1926 г.)[1]
- 2025 г. – Тодор Славков, български бизнесмен (* 1971 г.)[2]

## Празници
- Белгия – Коронация на първия крал на Белгия Леополд I (1831 г., национален празник)
- Гуам – Ден на свободата (1944 г., от японска окупация, национален празник)